# Oleoducto Bakú-Tiflis-Ceyhan
El oleoducto Bakú-Tiflis-Ceyhan (a veces abreviado como oleoducto BTC) es un oleoducto de petróleo crudo que cubre 1.768 kilómetros desde el campo petrolero de Azeri-Chirag-Guneshli en el mar Caspio hasta el mar Mediterráneo. Conecta Bakú, la capital de Azerbaiyán; Tiflis, la capital de Georgia; y Ceyhan, un puerto en la costa sureste mediterránea de Turquía, de ahí su nombre. Es el segundo oleoducto petrolero más largo del mundo después del oleoducto Druzhba. La primera vez que fue bombeado petróleo desde Bakú fue el 10 de mayo de 2005, llegando a Ceyhan el día 28 de mayo de 2006.

## Historia

### Planificación
El mar Caspio está situado en uno de los grupos más grandes de campos de petróleo y gas del mundo. Como el mar Caspio está cerrado físicamente por el terreno circundante, el transporte del petróleo al mercado occidental es complicado. Durante la era soviética, todas las rutas de transporte fueron construidas a través de Rusia. 
Con el colapso de la Unión Soviética comenzó la búsqueda de rutas nuevas. Rusia insistió al principio que el nuevo oleoducto debía pasar por territorio ruso, pero después declinó en participar. Un oleoducto a través de Irán desde el mar Caspio hacia el golfo Pérsico sería la ruta más corta, pero Irán fue considerado como un socio indeseable por algunas razones: su gobierno teocrático, preocupacíon por su programa nuclear, y las sanciones de Estados Unidos que restringen en gran parte las inversiones occidentales (especialmente de compañías estadounidenses) en ese país. El gobierno estadounidense se opuso a cualquier ruta que pasara por Irán.
Por esa época, el gobierno turco lanzó una convocatoria para el tránsito del oleoducto a través de Turquía, insistiendo en que sería la ruta más segura y económica para la exportación. En la primavera de 1992, el primer ministro de Turquía Süleyman Demirel hizo la propuesta a países de Asia Central y Azerbaiyán. El primer documento de la construcción del oleoducto Bakú-Tiflis-Ceyhan fue firmado entre Azerbaiyán y Turquía el 9 de marzo de 1993 en Ankara.
La selección de una ruta turca significaba exportar petróleo desde Azerbaiyán a través de Georgia o Armenia. Por muchas razones una ruta a través de Armenia era políticamente inconveniente, principalmente por el conflicto militar (sin resolución) entre Armenia y Azerbaiyán por Nagorno-Karabaj. Esto dejaba la ruta Azerbaiyán-Georgia-Turquía como la más conveniente políticamente para todas las partes involucradas en el proyecto, a pesar de que esa ruta era más larga y costosa que las otras posibles opciones.
El proyecto del oleoducto BTC ganó impulso después de la Declaración de Ankara, adoptada el 29 de octubre de 1998 por el Presidente de Azerbaiyán Heydar Aliyev, el Presidente de Georgia Eduard Shevardnadze, el Presidente de Kazajistán Nursultan Nazarbayev, el Presidente de Turquía Süleyman Demirel, y el Presidente de Uzbekistán Islom Karimov. Fue testigo el Secretario de Energía de Estados Unidos Bill Richardson, quien expresó un fuerte apoyo para el oleoducto BTC. El acuerdo intergubernamental fue firmado por Azerbaiyán, Georgia y Turquía el 18 de noviembre de 1999, durante una reunión de la Organización para la Seguridad y la Cooperación en Europa (OSCE) en Estambul, Turquía.

### Construcción
La Bakú-Tiflis-Ceyhan Pipeline Company (BTC Co.) fue fundada durante una ceremonia de firma de documentos en Londres el 1 de agosto de 2002. La ceremonia oficial del lanzamiento de la construcción del oleoducto fue el 18 de septiembre de 2002. La construcción comenzó en abril de 2003 y fue terminada en 2005. La sección azerí fue construida por la Consolidated Contractors Company de Grecia, y la sección de Georgia fue construida por una empresa conjunta de la AMEC francesa y la Petrofac International americana. La sección turca fue construida por BOTAŞ. La compañía Bechtel fue la contratista mayoritaria de ingeniería y construcción.

### Inauguración
El 25 de mayo de 2005, el oleoducto fue inaugurado de manera oficial en la Terminal Sangachal por el presidente Ilham Aliyev de la República de Azerbaiyán, el presidente Mikhail Saakashvili de Georgia y el presidente Ahmet Sezer de Turquía, junto con el presidente Nursaltan Nazarbayev de Kazajistán, y el Secretario de Energía de Estados Unidos Samuel Bodman. La inauguración de la sección georgiana del oleoducto tuvo como anfitrión al Presidente Mikheil Saakashvili en la estación de bombeo del BTC cerca de Gardabani el día 12 de octubre de 2005. La ceremonia de inauguración en la terminal de Ceyhan fue el 13 de julio de 2006.
El petróleo fue bombeado por primera vez al final de la línea en Bakú el 10 de mayo de 2005 alcanzando Ceyhan el 28 de mayo de 2006 después de un viaje de 1 770 km, y cargado en la Terminal Marina de Ceyhan (Haydar Aliyev Terminal) en un navío llamado British Hawthorn. El petrolero zarpó del puerto el 4 de junio de 2006 con cerca de 600 000 barriles de petróleo crudo. Esto marcó el inicio de la exportación del petróleo azerbaiyano vía el oleoducto a los mercados mundiales.

## Descripción del oleoducto

### Ruta
La ruta comienza desde la Terminal Sangachal cerca de Bakú en Azerbaiyán. Cruza Azerbaiyán, Georgia y Turquía hasta Ceyhan. El destino del oleoducto es la Terminal Marina de Ceyhan (Haydar Aliyev Terminal) en la costa mediterránea sudoriental de Turquía. De un largo total de 1768 kilómetros (1099 mi), 443 kilómetros (275 mi) yacen en Azerbaiyán, 249 kilómetros (155 mi) en Georgia y 1076 kilómetros (669 mi) en Turquía. Cruza varias montañas que alcanzan altitudes de hasta 2830 metros (9300 pies). Así mismo, recorre 3,000 caminos, vías de tren y líneas útiles, —tanto a cielo abierto como subterráneas—así como 1,500 vías navegables de hasta 500 metros (1600 pies) de ancho (es el caso del Río Ceyhan en Turquía). El oleoducto ocupa un corredor de ocho metros de ancho, y está sepultado a lo largo de toda su extensión por lo menos a un metro de profundidad. Paralelo al oleoducto BTC corre el Gasoducto del Cáucaso Sur, el cual transporta gas natural desde la Terminal Sangachal hasta Erzurum en Turquía. Entre Sarız y Ceyhan, será trazado el oleoducto Samsun-Ceyhan a lo largo del mismo corredor.

### Características técnicas
El oleoducto tiene una vida útil proyectada de 40 años,  transporta 1 millón de barriles (160 000 m³) de petróleo diarios. Tiene una capacidad de 10 millones de barriles de petróleo, los cuales fluyen a través del oleoducto a 2 metros (6,6 pies) por segundo. Hay 8 estaciones de bombeo a lo largo del oleoducto (2 en Azerbaiyán, 2 en Georgia, 4 en Turquía). El proyecto incluye también a la Terminal Marina de Ceyhan, dos estaciones de manteniminento (pigging), una estación de reducción de presión, y 101 válvulas pequeñas de bloqueo. Fue construido con 150 000 elementos individuales de tubería, cada una midiendo 12 metros (39 pies) de largo. Esto corresponde a un peso total de aproximadamente 655 000 toneladas cortas (594 000 toneladas). El oleoducto tiene un diámetro de 1,070 mm (42 pulgadas) en la mayor parte de su longitud, reduciéndose hasta a 865 mm (34 pulgadas) al acercarse a Ceyhan.

### Coste y financiamiento
El oleoducto costó 3900 millones de dólares. Alrededor de 15 000 personas fueron contratadas durante la construcción del mismo. Aproximadamente el 70% de los costos del BTC fueron financiados por terceras partes, incluida la Corporación Financiera Internacional del Banco Mundial, el Banco Europeo para la Reconstrucción y el Desarrollo, agencias de crédito de exportación de siete países y un sindicato de 15 bancos comerciales.

### Fuente de suministro
El oleoducto BTC es provisto por petróleo del campo petrolero de Azeri-Chirag-Guneshli en Azerbaiyán en el mar Caspio via la Terminal Sangachal. También transporta petróleo del campo petrolero Kashagan en Kazajistán así como de otros campos petroleros en Asia Central. El gobierno de Kazajistán ha anunciado que buscaría construir un oleoducto trans-Caspio desde el puerto kazako de Aktau a Bakú y de ahí a su vez al oleoducto BTC. Sin embargo, debido a la oposición de un oleoducto mar adentro en el mar Caspio por parte de Rusia e Irán, el proyecto se duda que se pueda llevar a cabo. Por lo tanto, Kazajistán ha anunciado un nuevo proyecto llamado Sistema de Transporte Kazako-Caspio, el cual está previsto que esté operativo en 2010. El proyecto incluye un oleoducto desde Iskene al puerto caspio de Kuryk, terminales en Kazajistán y Azerbaiyán, y la construcción de petroleros. El proyecto está en la fase de pre-viabilidad.

### Posible transborte vía Israel
Ha sido propuesto que el petróleo del oleoducto BTC pudiera ser transportado a Asia oriental via las terminales petroleras israelíes de Ascalón y Eilat, el sector terrestre trans-Israelí extendido por el oleoducto Eilat-Ascalón que es propiedad de la Eilat Ashkelon Pipeline Company (EAPC).

## Accionistas del oleoducto
El oleoducto es propiedad de un consorcio de compañías energéticas encabezadas por BP (anteriormenbte British Petroleum), la operadora del oleoducto. Los accionistas del consorcio son:
- BP (Reino Unido): 30.1%
- State Oil Company of Azerbaijan (SOCAR) (Azerbaiyán): 25.00%
- Chevron (EUA): 8.90%
- StatoilHydro (Noruega): 8.71%
- Türkiye Petrolleri Anonim Ortaklığı (TPAO) (Turquía): 6.53%
- Eni/Agip (Italia): 5.00%
- Total (Francia): 5.0%
- Itochu (Japón): 3.4%
- Inpex (Japón): 2.50%
- ConocoPhillips (EUA): 2.50%
- Hess Corporation (EUA) 2.36%[10]

## Controversia

### Política
Aún antes de estar terminado, el oleoducto BTC estaba ya afectando la geopolítica petrolera mundial. El Cáucaso Sur, antes visto como el patio de Rusia, es ahora una región de gran importancia estratégica para otras naciones poderosas. Estados Unidos y otras naciones occidentales (por consecuencia), se han visto más involucrados en las actividades de las tres naciones por las cuales fluirá el petróleo. Muchos han criticado el grado de implicación occidental en el Cáucaso Sur, argumentando que podría llevar a una dependencia peligrosa con países no democráticos. No obstante, esos mismos países han tratado de utilizar esa implicación como contrapeso al dominio económico y militar ruso e iraní en la región. Es visto de manera similar por especialistas rusos los cuales afirman que el verdadero objetivo del oleoducto es debilitar la influencia rusa en el Cáucaso. El presidente del Comité del Parlamento Ruso de Relaciones Exteriores Konstantin Kosachev incluso ha afirmado que Estados Unidos y otras naciones occidentales están planeando emplazar unidades militares con el pretexto de la inestabilidad en regiones por donde pasa el oleoducto.
El proyecto también constituye un soporte importante del corredor energético Este-Occidente, obteniendo Turquía una importancia geopolítica mayor. El oleoducto BTC también respalda la independencia de Georgia, la cual ya no se ve afectada por la influencia rusa. El expresidente Eduard Shevardnadze, uno de los arquitectos e iniciadores del proyecto, vio la construcción del oleoducto cruzando territorio georgiano como una garantía cierta de la futura seguridad y estabilidad económica y política. Esta visión ha sido compartida por su sucesor, el presidente Mikhail Saakashvili. "Todos los contratos estratégicos en Georgia, especialmente el contrato del oleoducto del Caspio son asuntos de supervivencia del estado georgiano," dijo a reporteros el 26 de noviembre de 2003.

### Economía
Aunque muchos han presumido que el oleoducto BTC potencialmente eliminaría la dependencia de Estados Unidos y otros países occidentales del petróleo del Medio Oriente, en realidad no ha cambiado esa dependencia global, ya que el oleoducto solo suministra el 1% de la demanda global en su primera etapa. Sin embargo, el oleoducto diversifica el suministro global de petróleo y lo asegura en mayor grado, contra una falla en cualquier otra parte. Los críticos del oleoducto—en particular Rusia—son escépticos acerca de los prospectos económicos y lo ven como motivado por razones políticas.
La construcción del oleoducto ha contribuido de manera significante a las economías de los países huéspedes del mismo. En la primera mitad de 2007, un año después de terminar y poner en operación el oleoducto como la ruta principal de exportación del petróleo azerbaiyano, el crecimiento real del PIB llegó a una marca histórica del 35%. Hay ganancias sustanciales resultantes de las cuotas de tránsito procedentes de Georgia y Turquía. Para Georgia, se espera que las coutas de tránsito produzcan un promedio de 62.5 millones de dólares por año. Se espera que Turquía reciba aproximadamente 200 millones de dólares en cuotas de tránsito anuales en los primeros años de operación, con la posibilidad de incrementarlas hasta 290 millones por año a partir del año 17 de servicio del oleoducto hasta el año 40 de su vida útil. Turquía también se beneficiará de un aumento en la actividad económica en Anatolia oriental, incluyendo el aumento de la importancia del puerto de Ceyhan, el cual había experimentado reducciones significantes de actividades desde la Guerra del Golfo en 1991. La reducción del tráfico de petroleros en el Bósforo contribuirá a mejorar la seguridad en Estambul.
Uno de los asuntos más preocupantes relacionados con el uso de los ingresos petroleros es el nivel de corrupción. Para contrarrestar las preocupaciones de que esas divisas procedentes del petróleo sean malversadas por funcionarios públicos corruptos, Azerbaiyán ha abierto un fondo estatal petrolero (Fondo Estatal del Petróleo de la República de Azerbaiyán, o SOFAZ), expresamente para utilizar los ingresos de los recursos naturales para beneficiar a generaciones futuras, para reforzar el apoyo de prestamistas internacionales claves y mejorar la transparencia y la responsabilidad social. SOFAZ es auditado por Deloitte and Touche. Adicionalmente, Azerbaiyán se convirtió en el primer país productor de petróleo en afiliarse a la EITI; liderada por los británicos.

### Seguridad
Hay preocupaciones dirigidas principalmente hacia la seguridad del oleoducto BTC ya que deliberadamente evita la frontera de Armenia (con quien Azerbaiyán técnicamente aún está en guerra por el estatus de la región separatista poblada por una mayoría armenia de Nagorno Karabaj en Azerbaiyán), atraviesa Georgia (que tiene dos conflictos separatistas sin resolver; Abjasia y Osetia del Sur) y pasa por las orillas de la región kurda de Turquía (que tiene un prolongado y amargo conflicto con terroristas separatistas). Por obvias razones requerirá de vigilancia constante para la prevención de sabotajes, aunque casi todo el oleoducto está enterrado, lo que dificultaría un posible ataque.

### Medio ambiente
Muchos problemas ecológicos han surgido referentes al oleoducto BTC. Críticos del oleoducto han señalado que la región por la cual viaja es altamente sísmica, sufriendo de frecuentes sismos. La ruta del oleoducto corre directamente encima de tres fallas activas en Azerbaiyán, cuatro en Georgia y siete en Turquía. Los diseñadores del oleoducto lo han equipado con varias soluciones técnicas para reducir la vulnerabilidad a los movimientos sísmicos. De cualquier modo, casi la mitad de la ruta del oleoducto cruza el mismo territorio que el oleoducto Bakú-Supsa, el cual está en operación desde 1999 y tiene un registro ejemplar de seguridad. 
El oleoducto cruza la cuenca del Parque Nacional Borjomi-Kharagauli (si bien no entra en el territorio del parque), una área de manantiales de agua mineral y excepcional belleza natural en Georgia. Esto ha sido el objeto de una fiera oposición por parte de activistas ambientales. Ya que el oleoducto está enterrado en casi toda su longitud, la construcción ha dejado una cicatriz muy visible en el paisaje. "La Campaña Bakú Ceyhan" basada en Oxford afirmó que "el dinero público no debería ser usado para subsidiar problemas sociales y ambientales, simplemente en interés del sector privado, sino que debe ser condicional en una contribución positiva al desarrollo económico y social de la gente en la región."[cita requerida] Como el agua mineral de Borjomi es una materia de exportación importante de Georgia, cualquier derrame de petróleo allí tendría un efecto catastrófico sobre la viabilidad de la industria de embotellamiento local de agua.
La capa de revestimiento del oleoducto también ha sido un área de controversia pues había defectos en pruebas del sellador SPC 2888 usado en el proceso. BP y sus contratistas interrumpieron el trabajo hasta que el problema fue eliminado.
En el lado positivo, el oleoducto elimina 350 petroleros por año a través de los sensibles y muy congestionados Bósforo y los Dardanelos. El Banco Mundial como una condición de la financiación requirió el uso de convertidores catalíticos en los 18 compresores Wärtsilä accionados por motor usados para transportar el petróleo a través del oleoducto en la porción turca. Por lo tanto cada uno de los motores de 7600 caballos de fuerza ha reducido su emisión de dióxido de carbono y compuestos orgánicos volátiles en más de un 90% proporcionando una mejora significativa de la calidad del aire comparado con los 350 envíos de petroleros a través del Bósforo.

### Derechos humanos
Activistas de los derechos humanos criticaron a los gobiernos occidentales por el oleoducto, debido a los abusos divulgados de los derechos humanos y civiles por parte del régimen Aliyev. La película documental checa Zdroj (fuente) subraya estos abusos de derechos humanos, tales como violaciones en la expropiación de tierras que fueron indebidamente apropiadas para la ruta del oleoducto, y las críticas hechas al gobierno llevaron a arrestos. El proyecto también fue criticado por el Proyecto Kurdo de los Derechos Humanos.

## En ficción
El oleoducto BTC ha sido mostrado (en forma ficticia) en la cultura popular: fue el punto central del argumento en la película de James Bond The World Is Not Enough (1999). Uno de los personajes principales, Elektra King, es la responsable por la construcción de un oleoducto a través del Cáucaso, desde el mar Caspio hasta la costa mediterránea de Turquía. Llamado "oleoducto King" en el film, es una versión apenas disfrazada del BTC.